# Rally Fallas
El Rally Fallas fue una prueba de rally que se disputó anualmente en la Comunidad Valenciana desde 1960 organizado por el Automóvil Club de Valencia y fue puntuable para el Campeonato de España de Rally en la mayoría de sus ediciones y para los campeonatos regionales de Levante y Cataluña. En el mismo tomaron parte pilotos habituales del época como Juan Fernández, Jaime Juncosa, Jorge de Bagration, Lucas Sainz, Alberto Ruiz-Giménez, Manuel Juncosa, Salvador Cañellas, Antonio Zanini, etc. 
En sus primeras ediciones se disputó con el formato antiguo de los rallyes donde los pilotos tomaban la salida desde diferentes puntos de la geografía española y combinando pruebas de regularidad y velocidad así como de exhibición, en cuesta e incluso carreras en el antiguo circuito valenciano de Montserrat-Venta Cabrera. 

## Historia
En la segunda edición donde venció Pedro Fábregas con un Saab se disputaron en el último día de carrera y tras disputar más de ochocientos kilómetros varias pruebas de velocidad en el Paseo de Valencia al Mar. En total terminaron veintinueve participantes siendo segundo y tercero respectivamente Jaime Juncosa con SEAT 600 y Juan Fernández con Dauphine. La segunda edición se realizó del 24 al 25 de marzo y contó con el apoyo de Barreiros. Los equipos partieron de uno en uno de Valencia a Alicante, Albacete y regreso a Valencia donde se reunirían con los que tomaban la salida desde Alicante, Madrid, Barcelona y Zaragoza. Una vez allí disputaron la segunda etapa de la prueba con una carrera en el circuito de Venta Cabrera-Monserrat a la que solo acudieron treinta participantes debido a las numerosas bajas por accidentes o averías. Los vencedores fueron el equipo formado por Juan Amutio y Vicente Vilata a bordo de un Saab 96. Segundo fue Jaime Juncosa con un SEAT 600 y tercero Juan Fernández con un BMW, que repetían podio por segundo año consecutivo. Al año siguiente se realizó los días 23 y 24 de marzo y se dieron las salidas desde los mismos puntos de la geografía española como el año anterior. Fue puntuable para los campeonatos de Levante y Cataluña y el itinerario comprendía unos 340 kilómetros en la primera etapa y casi quinientos en la segunda divididos en dos partes: una de Valencia hasta Teruel y la otra más corta, de regreso a Valencia. Finalmente se disputaron diferentes pruebas en el circuito de Monserrat y además de los tradicionales premios a las distintas categorías se hacía entrega del trofeo Barreiros creado por la distribuidora Agrifersa. El ganador final del rallye fue el valenciano Francisco Casanova con un BMW, segundo Juan Fernández con un Alfa Romeo y tercero Juncadella con un Austin-Cooper. La quinta edición se realizó en el mes de abril y el recorrido se iniciaba de nuevo en Valencia y visitaba las localidades de Villar del Arzobispo, Chelva, Utiel, Requena, Ayora, Alcoy, Albaida y Gandía. Finalizaba en el circuito de Montserrat Venta Cabrera y contaba con pruebas en cuesta entremedias. Entre los participantes más destacados se encontraban Jaime Juncosa, Juan Amutio, Francisco Casanova, Jesús Sáez de Buruaga, Serratosa o Villamil. Finalmente se impuso con su BMW 700 Jaime Juncosa que ganó tanto el rally como el trofeo Barreiros y aunque hubo una reclamación en su contra esta no prosperó. Casanova que también conducía un BMW estuvo cerca de llevarse la victoria pero una avería lo relegó a la tercera posición. El podio lo completó Sáez de Buruaga con un DKW.
La sexta edición fue puntuable para el campeonato de España y en ella se inscribieron treinta y un pilotos de los que solo quince lograron terminar. Pedro Puche fue el ganador con un Saab 96 Sport, segundo Casanova con su BMW y tercero Antonio Creus con SEAT 400. Entre los no finalizados destacaron Jorge de Bagration o Villalba, este último por exclusión. Al año siguiente el propio Bagration, con un BMC Cooper sería el vencedor con Puche en segundo lugar y «Helio Tevar» tercero. La prueba contó con las mismas características de los años anteriores, un duro recorrido que finalizaba en el circuito de Venta Cabrera. En esta ocasión la lista de inscritos se incrementó hasta los cincuenta participantes, de los que solo lograron terminar la mitad.

## Palmarés
| Año  | Edición                               | Piloto                 | Copiloto                | Automóvil            | Series |
| ---- | ------------------------------------- | ---------------------- | ----------------------- | -------------------- | ------ |
| 1960 | 1.º Rally Fallas                      | Juan Amutio            | Vicente Villalba        | Saab 93              |        |
| 1961 | 2.º Rally Fallas                      | Pedro Fábregas         | Andrés Basolí           | Saab 93              |        |
| 1962 | 3.º Rally Fallas-1.º Trofeo Barreiros | Jaime Amutio           | Vicente Vilata          | Saab 96              |        |
| 1963 | 4.º Rally Fallas-2.º Trofeo Barreiros | Francisco Casanova     | Salvador Cebriá         | BMW 700 C            |        |
| 1964 | 5.º Rally Fallas-3.º Trofeo Barreiros | Jaime Juncosa Sr.      | Jaime Molins "Salvador" | BMW 700 C            |        |
| 1965 | 6.º Rally Fallas-4.º Trofeo Barreiros | Pedro Puche            | José Rial               | Saab 96 Sport        | España |
| 1966 | 7.º Rally Fallas-5.º Trofeo Barreiros | Jorge de Bagration     | Fernando Falero         | B.M.C. Cooper S      |        |
| 1967 | 8.º Rally Fallas                      | Manuel Juncosa         | «Artemi»                | Fiat Abarth 1000 TC  | España |
| 1968 | 9.º Rally Fallas                      | Alberto Ruiz-Giménez   | Santiago Cañedo         | Renault 8 Gordini    | España |
| 1969 | 10.º Rally Fallas                     | Lucas Sainz «Gregorio» | Emilio Rodríguez Zapico | Renault 8 Gordini    |        |
| 1970 | 11.º Rally Fallas                     | Lucas Sainz            | Emilio Rodríguez Zapico | Renault 8 Gordini    | España |
| 1971 | 12.º Rally Fallas-II Internacional    | Alberto Ruiz-Giménez   | Javier Bueno            | Porsche 911 S        | España |
| 1972 | 13.º Rally Fallas                     | José Pavón             | José Adell              | Alpine A110          | España |
| 1973 | 14.º Rally Fallas                     | Jorge Bäbler           | Ricardo Antolín         | Seat 124/1600        | España |
| 1974 | 15.º Rally Fallas                     | Julio Gargallo         | Nacho Lewin             | Porsche Carrera RSR  | España |
| 1975 | 16.º Rally Fallas                     | Salvador Cañellas      | Daniel Ferrater         | Seat 1430-1840       | España |
| 1976 | 17.º Rally Fallas                     | Marc Etchebers         | Mª Christine Etchebers  | Porsche Carrera RSR  | España |
| 1977 | 18.º Rally Fallas                     | Jorge de Bagration     | Manuel Barbeito         | Lancia Stratos       | España |
| 1978 | 19.º Rally Fallas                     | Antonio Zanini         | Juan José Petisco       | Fiat 131 Abarth      | España |
| 1979 | 20.º Rally Fallas                     | Jorge de Bagration     | Nuria Llopis            | Lancia Stratos HF    | España |
| 1980 | 21.º Rally Fallas                     | Eduardo Balcázar       | Joan Martín             | Lancia Stratos HF    | España |
| 1981 | 22.º Rally Fallas                     | Eduardo Balcázar       | Joan Martín             | Lancia Stratos HF    | España |
| 1982 | 23.º Rally Fallas                     | Antonio Zanini         | Víctor Sabater          | Talbot Sunbeam Lotus | España |
| 1983 | 24.º Rally Fallas                     | Genito Ortiz           | Ramón Mínguez           | Renault 5 Turbo      | España |